# Dolichopus discolor
Dolichopus discolor är en tvåvingeart som beskrevs av Van Duzee 1921. Dolichopus discolor ingår i släktet Dolichopus och familjen styltflugor. Inga underarter finns listade i Catalogue of Life.